# Sylvia Bozeman
Sylvia D. Trimble Bozeman (nascida Sylvia Trimble; Alabama, 1947) é uma matemática estadunidense.
Bozeman obteve a graduação em matemática na Alabama Agricultural and Mechanical University, onde teve projetos de verão na NASA e na Universidade Harvard. Mudou-se com seu marido, também um matemático, para a Universidade Vanderbilt, onde ambos iniciaram estudos de pós-graduação. Obteve um mestrado em 1970, lecionando na localidade enquanto seu marido completava seus estudos de doutorado. Lecionou no Spelman College, um colégio para estudantes afro-americanos em Atlanta. Em 1976 iniciou novamente estudos de pós-graduação na Universidade Emory, continuando com seu cargo no Spelman College. Obteve um doutorado em 1980 na Universidade Emory, orientada por Luis Kramarz, com a tese Representations of Generalized Inverses of Fredholm Operators.
Bozeman continua a trabalhar como professora no Spelman College. Seu marido, Robert Bozeman, é professor de matemática no Morehouse College. Em 1997 ela tornou-se Section Governor da Mathematical Association of America, a primeira afro-americana a obter este cargo. Em 2012 tornou-se fellow da American Mathematical Society.